# Наймке, Катрин
Катрин Наймке (нем. Kathrin Neimke; род. 18 июля 1966, Магдебург) — немецкая легкоатлетка, специалистка по толканию ядра. Выступала за сборные ГДР и объединённой Германии по лёгкой атлетике в 1987—1996 годах, обладательница серебряной и бронзовой медалей Олимпийских игр, серебряная и бронзовая призёрка чемпионатов мира, чемпионка мира в помещении, бронзовая призёрка чемпионатов Европы.

## Биография
Катрин Наймке родилась 18 июля 1966 года в Магдебурге. Занималась лёгкой атлетикой в местном одноимённом клубе «Магдебург», проходила подготовку под руководством тренера Клауса Шнайдера.
Первого серьёзного успеха на международном уровне добилась в сезоне 1987 года, когда вошла в состав восточногерманской сборной и выступила на Всемирной Универсиаде в Загребе, где в зачёте толкания ядра выиграла серебряную медаль. Позднее в той же дисциплине завоевала серебряную награду на чемпионате мира в Риме, установив при этом свой личный рекорд — 21,21 метра.
В 1988 году взяла бронзу на чемпионате Европы в помещении в Будапеште. Благодаря череде удачных выступлений удостоилась права защищать честь страны на летних Олимпийских играх в Сеуле — в финале толкнула ядро на 21,07 метра, выиграв серебряную олимпийскую медаль — уступила только советской толкательнице Наталье Лисовской. За это выдающееся достижение по итогам сезона была награждена орденом «За заслуги перед Отечеством» в серебре.
На чемпионате Европы 1990 года в Сплите стала бронзовой призёркой.
После объединения Германии в 1991 году Наймке осталась действующей спортсменкой и продолжила принимать участие в крупнейших легкоатлетических стартах в составе объединённой немецкой сборной. Так, в этом сезоне она стала шестой на чемпионате мира в помещении в Севилье и восьмой на чемпионате мира в Токио.
В 1992 году была третьей на Олимпийских играх в Барселоне и на Кубке мира в Гаване.
В 1993 году заняла восьмое место на чемпионате мира в помещении в Торонто и третье место на чемпионате мира в Штутгарте. Была удостоена высшей спортивной награды страны «Серебряный лавровый лист».
В 1994 году показала шестой результат на чемпионате Европы в Хельсинки.
В 1995 году одержала победу на чемпионате мира в помещении в Барселоне, стала четвёртой на чемпионате мира в Гётеборге.
Принимала участие в Олимпийских играх 1996 года в Атланте — на сей раз толкнула ядро на 18,92 метра, расположившись в итоговом протоколе соревнований на седьмой строке. По окончании сезона завершила спортивную карьеру.
Получила степень в области делового администрирования. В течение многих лет работала фотографом в ежедневной газете, затем служила в полиции Саксонии-Анхальт.